# Хабилов, Тохир Абдумаликович
Тохир Абдумаликович Хабилов (27 декабря 1946 — 16 мая 2019) — узбекский писатель. Известен под литературным псевдонимом Тахир Малик (иногда Тохир Малик). Народный писатель Республики Узбекистан (2000). Автор истории «Hikmat afandining o’limi» — первого известного фантастического произведения в (тогда советском) Узбекистане, а также впоследствии экранизированного романа «Шайтанат» (1992—2013) и многих книг, которые переведены на русский и другие языки. Старший преподаватель кафедры изучения языков Академии МВД республики.

## Биография
Он родился 27 декабря 1946 года в Ташкенте в интеллигентной семье. Он изучал журналистику в Ташкентском государственном университете (ныне Национальный университет Узбекистана) и принимал участие в дневном строительстве. С 1966 года работал на узбекском радио, в редакциях газет и журналов, в Союзе писателей Узбекистана, в издательствах. Он являлся главным редактором издательства "Sharq". Как и все его сверстники, он испытал трудности послевоенной жизни. Тохир Малик был самым младшим из пяти детей в семье. Перед тем, как пойти в школу, он проводил много времени за со своими братьями и сестрами пока те готовили уроки, это позволило ему научиться писать и читать, еще до поступления в школу. Страсть младшего брата к книге подсказала сестре Тохира, что он возможно станет писателем. Известный узбекский писатель и переводчик Мирзакалон Исмаили - дядя Тохира Малика, арестованный в 1949 году за клевету. Подарил ему книгу, сборник сказок впоследствии это станет любимой книгой будущего писателя. Сам Тохир говорил следующее: 
«Когда я проснулся ночью, моя бабушка ткала тюбетейку, несмотря на то что было темно. Она была старенькой, однако глаза её были молоды, да и руки всё еще имели силу. Тогда я заметил слезы на её щеках и спросил причину их появления. Она не ответила. Прошли годы. Я был во втором классе, когда дядю оправдали и мне сказали: "Твой дядя не является врагом народа". В то же время я начинал писать. Но мне было страшно показывать то, что я пишу.
Его первая история была опубликована в 1960 году в журнале "Gulhan". В 1963 году Тохир Малик поступил на факультет вечерней журналистики Ташкентского государственного университета и начал свою работу плотником и каменщиком. Одновременно с этим он продолжил свою творческую деятельность, тогда его дядя дал ему совет:
 «Не пиши того, чего не знаешь: «Не иди по чужой дороге, найди свой путь»
Это наставление он пронёс сквозь всю свою жизнь и творчество. Познав секреты художественной литературы, он начал писать рассказы для детей, впоследствии Тохир Малик станет популярным и ярким представителем  узбекской литературы. Он привлечет читателей рядом своих произведений: История смерти Мудрого Эфенди, написанная в студенческие годы, является первой историей узбекской художественной литературы. Ряд его работ переведен на русский и другие языки. Был снят и показан фильм по произведению "Шайтанат", который состоит из 7 частей.

## Деятельность
Тахир Малик является автором около десятка радиопостановок, документальных фильмов. Он также служил в области литературного перевода.
Тохир Малик работает в СМИ с 1966 года. «Искра Ленина» (ныне известная как «Утренняя звезда») работала в изданиях «Радио Узбекистана», «Гафур Гулом» и «Чолпон», а также в журналах «Восточная звезда» и «Йошлик». Во время своей творческой деятельности он начал изучать жизнь, природу людей. Автор тщательно исследует людей, их внутренний опыт и их дух, и ведет читателя в этот духовный мир. Он направляет его на анализ причин, приведших к этому, и делает выводы. Он создал много телевизионных и документальных фильмов по его произведениям. Его картины изображают современников разных форм с большим мастерством, с важными моральными и этическими проблемами . Он перевел сочинение русского писателя Достоевского на узбекский язык, а также некоторые произведения мировой литературы. Он был строителем с 1961 по 1964 года. После этого свою деятельность продолжил  в школе учителям  это с 1965 по 1966 года. Потом в  Газете имени Ленина. Он также работал в издательство "Гулистон" 1975-1978, издательство "Гафур Гулом". После этого в 1981-82, был  главным редактором журнала "Восточная звезда" 1982-1998. А также он работал в издательство "Чолпон"1989-91. Но после этого он занял место секретарем в Союзе писателей Узбекистана в 1988–90 гг..

## Награды
Ряд работ автора были удостоены ежегодных наград, в том числе премии Гафура Гулома, в различных опросах среди читателей. Его работа по воспитанию молодежи была принята во внимание, и ему было присвоено звание «За заслуги в образовании». Он также был награжден орденом «Дустлик» (1997), Указом Президента Республики Узбекистан и почётным званием Народного писателя Узбекистана (2000).

## Работы
Первое произведение опубликовал в 1960 году.
Также автор произведений:
- Послы Млечного пути (1976)
- Люди на перепутье, «Заҳарли ғубор» (1978)
- «Сомон йўли элчилари» (1979)
- «Чорраҳада қолган одамлар» (1985)
- «Қалдирғоч» (1987 — Ласточка)
- «Бир кўча, бир кеча» (1988)
- «Алвидо, болалик!» (1989 — Прощай, детство)
- «Сўнги ўқ» (Последняя пуля — 1990)
- Мёртвые не говорят (1999)
- Охота за человеком (2001)
- Чувства-гости (2002)
- «Иблис девори» (2006)
- «Ўлим учбурчаги» (2006)
- «Тилла каламуш» (2007)
- «Энг кичик жиноят» (2008)
- «Одамийлик мулки» (2008)
- «Жиноятнинг узун йўли» (Длинный путь преступления — 2008)
- «Меҳмон туйғулар» (2008)
- «Мурдалар гапирмайдилар» (2008)
- «Ушланг ўғрини!» (2009)
- «Келинлар дафтарига» (2010)
- «Вой онажоним» (2010)
- «Халол нима-ю, харом нима?» (2010)
- Шайтанат (Мир мафии) (1994—2001) и другие вплоть до 2015 года.